# Waldau (Jüterbog)
Waldau ist ein Wohnplatz der Stadt Jüterbog im Landkreis Teltow-Fläming im Land Brandenburg.

## Lage
Der Wohnplatz liegt südöstlich des Stadtzentrums. Südwestlich liegt der Ortsteil Rohrbeck der Gemeinde Niedergörsdorf, südlich der weitere Ortsteil Bochow und südöstlich der Ortsteil Hohengörsdorf der Gemeinde Niederer Fläming. Die Nuthe fließt östlich in Süd-Ost-Richtung an der Gemarkung vorbei.

## Geschichte

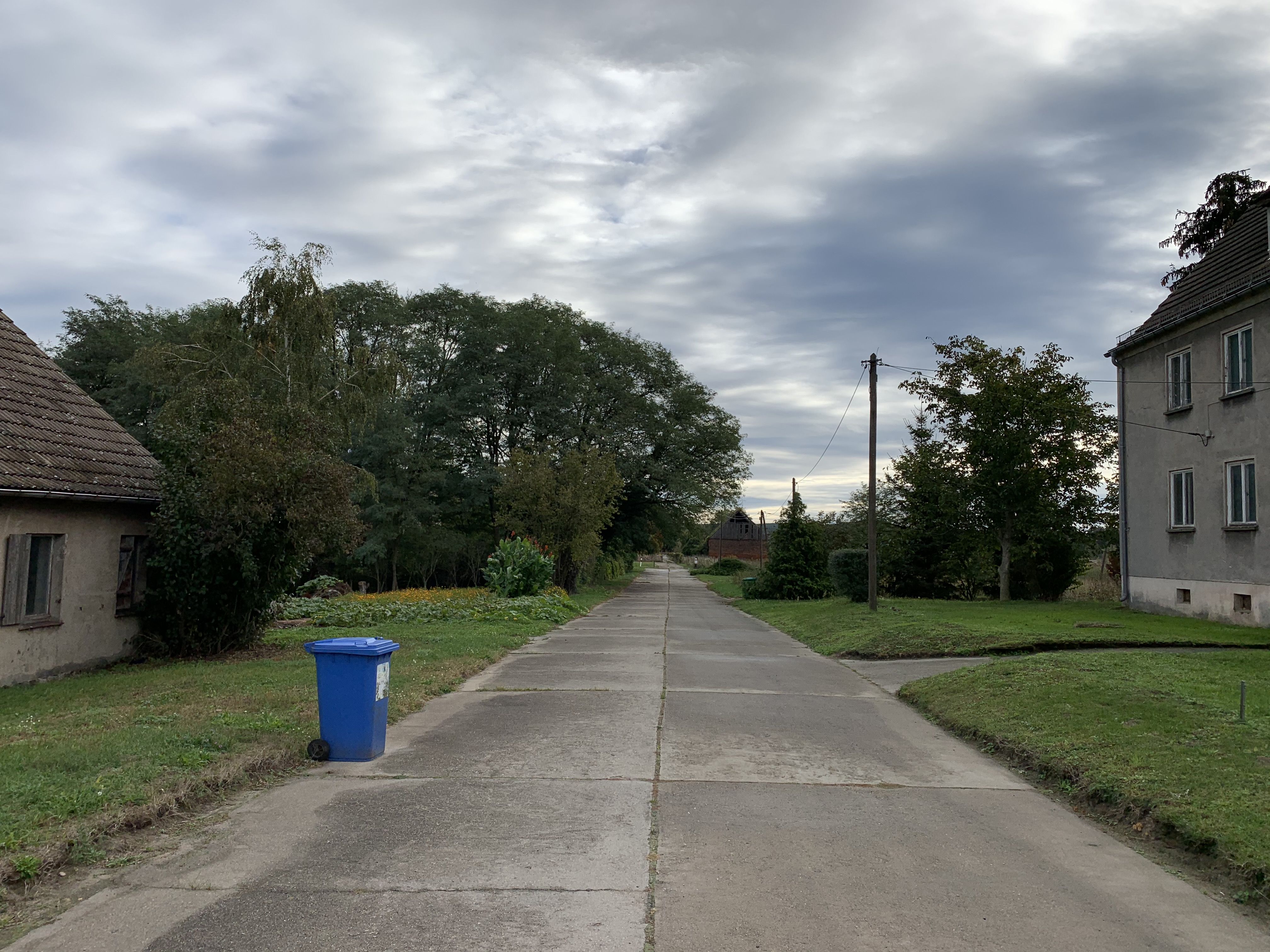
Blick nach Waldau

Auf der Flur mit dem Namen Kappan befand sich um 1557 ein Wirtschaftshof mit einem doppelten Schafstall, in dem bis zu 300 Tiere gehalten wurden. Neben einer Schäferwohnung gab es eine Scheune, einige Gärten und Wiesen und zwei Weinberge. Das Gut Kappan gehörte zu dieser Zeit dem Kloster Zinna und bestand weiterhin aus einem Vorwerk, das auch als Klostervorwerk bezeichnet wurde. Nach der Reformation fielen das Gut Kappen sowie das Vorwerk an das Amt Zinna, die es an einen Herrn von Lüttichau verliehen.
Erstmals urkundlich erwähnt wurde das Gut Waldau im Jahr 1728. Zu dieser Zeit war eine Frau von Waldau bis 1728(7?) die Gutsbesitzerin, die dem Vorwerk ihren Namen gab. Gemeinsam mit dem Vorwerk Meierei und dem Gut Kappan bildeten die drei Gemarkungen ab 1717 die Schlossdomäne Jüterbog, die ebenfalls verpachtet wurde. Einhundert Jahre später war die Schlossdomäne im Eigentum des Amtes Zinna, die es im Jahr 1829 an den Pächter und Oberamtmann Hauffe überließ. Das genaue Baudatum des Gutshauses ist nicht bekannt. Es handelt sich um einen zweigeschossigen Bau mit einem schlichten Satteldach, dessen Eingang auf der Hofseite lag. Dort war das Gebäude in sieben Achsen gegliedert, auf der Traufseite sind es neun.
Im Jahr 1903 wurde auf dem Gut eine Pelzfarm eingerichtet und möglicherweise im gleichen Jahr das Gutshaus um einen eingeschossigen Anbau erweitert, der als Kontor genutzt wurde. Ende 1910 wohnten im Gut insgesamt 18 Einwohner. Der Gutsbezirk wurde 1928 in die Stadt Jüterbog eingemeindet. Im Laufe der Bodenreform wurden die Ländereien enteignet und das Gut vom VEG Kaltenhausen übernommen. Das VEG errichtete in den 1970er Jahren auf dem Gelände diverse Wirtschaftsgebäude, während die historischen Gebäude im östlichen Bereich des Gutes zur gleichen Zeit abgerissen wurden.

## Verkehr
Die Straße Gut Waldau führt nach Norden und stellt damit eine Verbindung zur Bundesstraße 102 her. Sie führt weiterhin nach Westen am Friedhof Jüterbog vorbei über den Waldauer Weg zur Dennewitzer Straße. Dort, am Waldauer Weg, befindet sich in rund 1,5 km Entfernung auch die nächstgelegene Bushaltestelle.
Der Spitzbubenweg führt durch den Wohnplatz.